# Jan van Hembyse

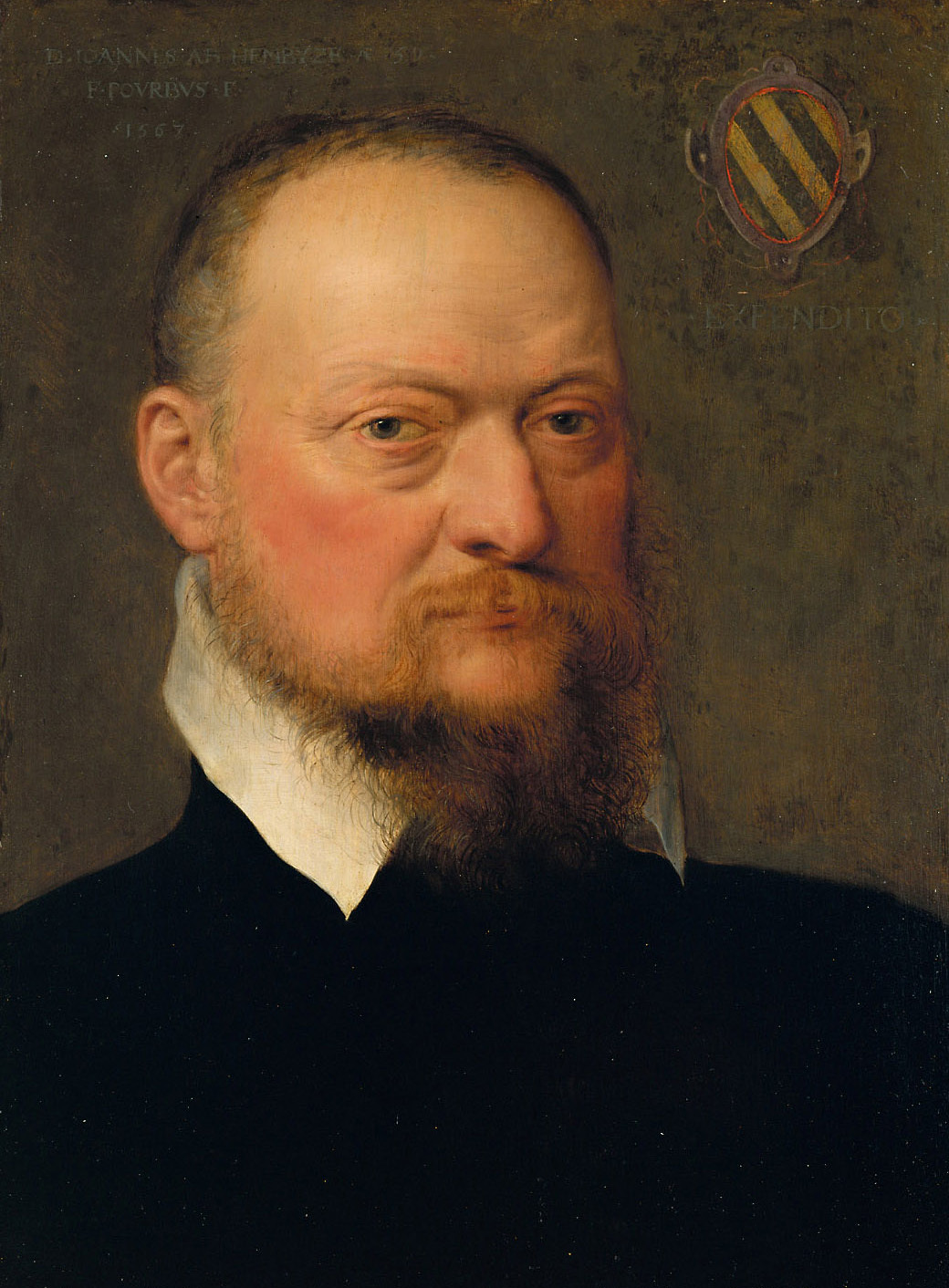
Portret van Jan van Hembyse door Frans Pourbus de Oudere

Jan van Hembyse (Gent, 9 juli 1513 - terechtgesteld aldaar, 8 augustus 1584) was een Gents volksleider. Hij oefende tussen 1578 en 1584 samen met François van Ryhove een revolutionair of protestants bewind uit over de stad Gent, dat de naam kreeg van Gentse Republiek.

## Levensloop
Van Hembyse kwam uit een adellijk geslacht, dat calvinistisch werd. Hij en in zekere mate Ryhove radicaliseerden Gent in 1577 en doorkruisten de verzoenende godsdienstpolitiek van Willem van Oranje. 
In januari 1578 werd hij eerste schepen en steunde - tegen de gematigder geworden Ryhove in - de predikant Petrus Datheen, hielp mede een beeldenstorm te ontketenen en wist Oranjes tolerantie ten opzichte van de rooms-katholieken in Gent volkomen ongedaan te maken. Hoogstwaarschijnlijk betrok Jan van Hembyse het Hof van Veere op de hoek van de Voldersstraat en de Korte Meer dat voorheen de locatie was van de Admiraliteit van Veere, later omgevormd tot het Jezuïetenklooster van Gent en vandaag de Emile Braunschool.  
Door Willem van Oranje in 1579 uit de regering gezet, week Van Hembyse uit naar de Palts, maar werd in oktober 1583 naar Gent teruggeroepen toen de stad reeds door de troepen van de hertog van Parma werd belegerd. 
Na de ontdekking van zijn geheime correspondentie met de hertog van Parma werd hij op 23 maart 1584 gevangengenomen en wegens hoogverraad op het Sint-Veerleplein te Gent onthoofd.
In Gent werd ter herinnering aan hem een straat "Jan van Hembysebolwerk" genoemd.
In 2024 kocht het Gentse archief een brief van Elizabeth I van Engeland aan Jan van Hembyse uit 1578, waarin ze hem oproept de katholieken een eerlijk proces te geven.